# Gammplatsens naturreservat
Gammplatsens naturreservat ligger inom rekreationsområdet Gammplatsen beläget på en halvö i Umeälven inom Lycksele kommun. Naturreservat återfinns på den nordvästra delen av halvön, inom fornminnesområde. Det omfattar 7 hektar och bildades 1971, med hänvisning till områdets storväxta tallar av urskogskaraktär och dess möjlighet att bedriva genetiska studier i.